# Hermann Friedrich Wäsemann

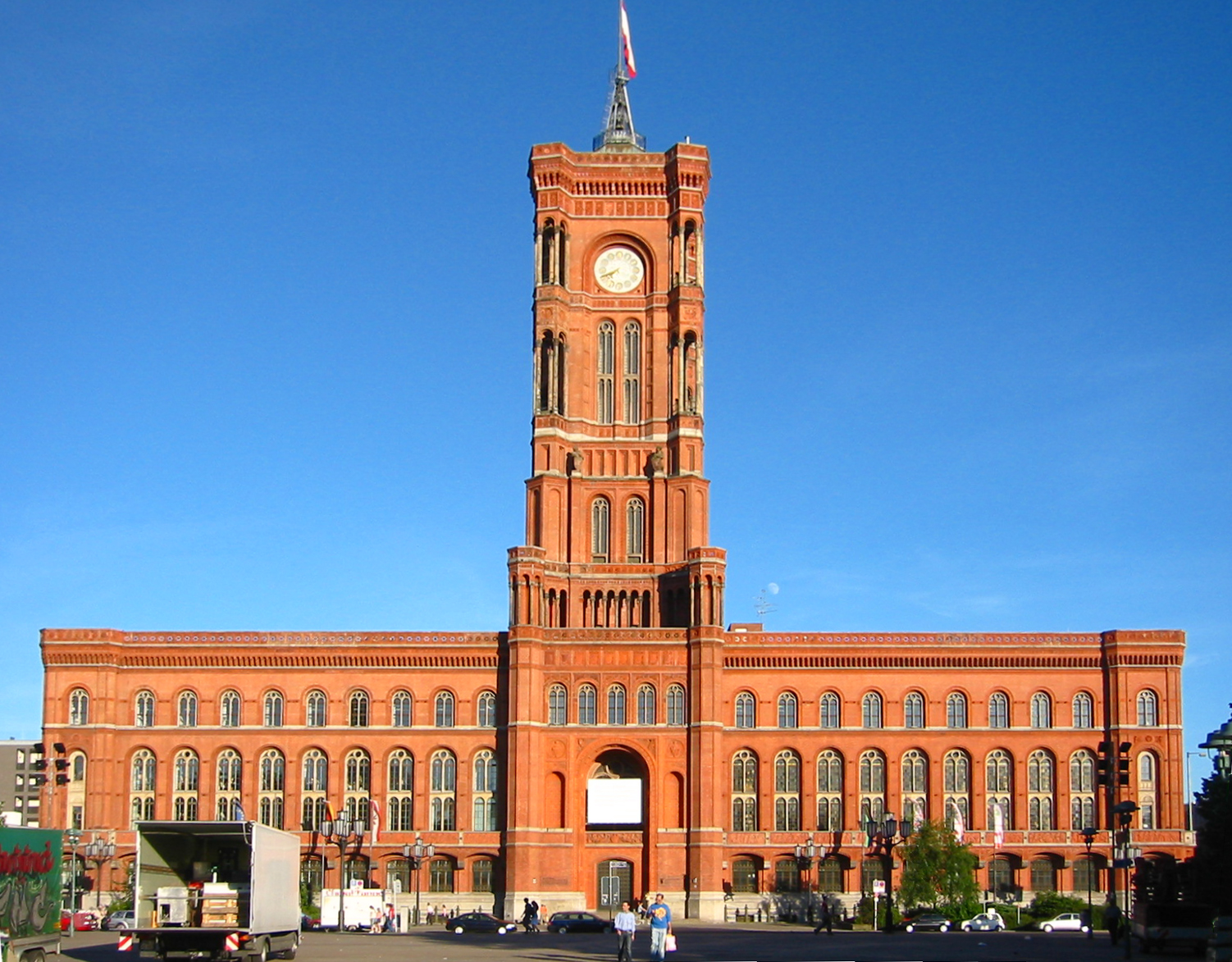
Dzieło Wäsemanna Czerwony Ratusz w Berlinie

Hermann Friedrich Wäsemann, także pisownia Waesemann (ur. 6 czerwca 1813 w Gdańsku, zm. 28 stycznia 1879 w Berlinie) – niemiecki architekt, aktywny głównie w Berlinie.

## Życiorys
Urodzony w rodzinie architekta, studiował matematykę na Uniwersytecie w Bonn w latach 1830-1832, po czym przeniósł się do berlińskiej Akademii Budowlanej na architekturę. Po ukończeniu studiów pracował głównie w Berlinie i w okolicach (np. w Rathenow), często we współpracy ze Stülerem. W 1854 wyjechał do Wrocławia, gdzie do 1856 wykonał liczne prace, m.in. willę Eichbornów i salę bankietową Ogrodu Strzeleckiego (Schießwerder) na Nadodrzu. W tym czasie zrealizował także parę projektów rezydencji na Śląsku, m.in. zachowany do dziś (choć później przebudowany) ratusz w Wałbrzychu. Po powrocie do Berlina wykonał swój najbardziej znany projekt tzw. Czerwonego Ratusza w latach 1861-1869.